# Predappio
Predappio is een gemeente in de Italiaanse provincie Forlì-Cesena (regio Emilia-Romagna) en telt 6352 inwoners (31-12-2004). De oppervlakte bedraagt 91,6 km², de bevolkingsdichtheid is 68 inwoners per km². In het midden van de jaren twintig en begin jaren dertig werden grote delen van Predappio volledig vernieuwd door het fascistische regime. Het was een van de eerste grote stadsplanningsprojecten van de fascisten. Benito Mussolini, die geboren was in Predappio, bemoeide zich persoonlijk met het project. Zo vormde hij zich ideeën over de vormgeving van gebouwen met een publieke functie en de constructie van nieuwe steden.

## Demografie
Predappio telt ongeveer 2589 huishoudens. Het aantal inwoners steeg in de periode 1991-2001 met 3,0% volgens cijfers uit de tienjaarlijkse volkstellingen van ISTAT.
| Jaar | Inwoneraantal |
| ---- | ------------- |
| 1991 | 5969          |
| 2001 | 6149          |

## Geografie
De gemeente ligt op ongeveer 91 m boven zeeniveau.
Predappio grenst aan de volgende gemeenten: Castrocaro Terme e Terra del Sole, Civitella di Romagna, Dovadola, Forlì, Galeata, Meldola, Rocca San Casciano.

## Geboren
- Benito Mussolini (1883). Er is een museum, gewijd aan deze "grote leider". De stad is een soort bedevaartsplaats van - nog altijd bestaande - nostalgici naar het fascistische regime.
- Rachele Mussolini (1890), vrouw van Benito Mussolini
- Benito Partisani (1906), kunstenaar
- Marino Amadori (1957), wielrenner